# Caetano Veloso (album)
Az 1968-as Caetano Veloso Caetano Veloso nagylemeze. A dalokat Júlio Medaglia, Damiano Cozzella és Sandino Hohagen hangszerelte. Szerepel az 1001 lemez, amit hallanod kell, mielőtt meghalsz című könyvben.

## Az album dalai
|     | Cím                            | Szerző(k)                   | Hossz |
| --- | ------------------------------ | --------------------------- | ----- |
| 1.  | Tropicália                     | Caetano Veloso              | 3:39  |
| 2.  | Clarice                        | Veloso, José Carlos Capinam | 5:28  |
| 3.  | No dia em que eu vim-me embora | Veloso, Gilberto Gil        | 2:27  |
| 4.  | Alegria, Alegria               | Veloso                      | 2:50  |
| 5.  | Onde andarás                   | Veloso, Ferreira Gullar     | 1:57  |
| 6.  | Anunciação                     | Veloso, Rogério Duarte      | 2:21  |
| 7.  | Superbacana                    | Veloso                      | 1:27  |
| 8.  | Paisagem útil                  | Veloso                      | 2:39  |
| 9.  | Clara (közreműködik Gal Costa) | Veloso, Perinho Albuquerque | 1:45  |
| 10. | Soy loco por tí, América       | Gil, Capinam                | 3:44  |
| 11. | Ave Maria                      | Veloso                      | 2:00  |
| 12. | Eles                           | Veloso, Gil                 | 4:37  |

## Közreműködők
- Caetano Veloso – ének, gitár